# لانس ريديك
لانس ريديك (بالإنجليزية: Lance Reddick)‏ (مواليد 7 يونيو 1962 - 17 مارس 2023) ممثل ومنتج أمريكي، عرف بتجسيد شخصية «فيليب برويلز» في المسلسل التلفزيوني الشهير «فرينج» وترشح الدور لجائزة زحل لأفضل ممثل مساعد في التلفزيون عام (2011) و جائزة زحل لأفضل دور ضيف على التلفزيون عام (2013) . و جائزة جائزة زحل لأفضل ممثل مساعد في التلفزيون عام (2016) عن أدائه في مسلسل التلفزيوني بوش في شخصية إيرفن إيرفينغ.

## وفاته
في 17 مارس 2023 أُعلن عن العثور على ريديك ميتًا في منزله في إستوديو سيتي بلوس أنجلوس لأسباب طبيعية، وكان قد بلغ الستين من العمر.

## روابط خارجية
- لانس ريديك على موقع IMDb (الإنجليزية)
- لانس ريديك على موقع ميتاكريتيك (الإنجليزية)
- لانس ريديك على موقع روتن توميتوز (الإنجليزية)
- لانس ريديك على موقع ألو سيني (الفرنسية)
- لانس ريديك على موقع أول موفي (الإنجليزية)
- لانس ريديك على موقع بوكس أوفيس موجو (الإنجليزية)
- لانس ريديك على موقع قاعدة بيانات برودواي على الإنترنت (الإنجليزية)
- لانس ريديك على موقع قاعدة بيانات الأفلام السويدية (السويدية)
- لانس ريديك على موقع إن إن دي بي (الإنجليزية)
- لانس ريديك على موقع أول ميوزيك (الإنجليزية)